# بژدنگا
بژدنگا (به لهستانی:  Brzednia) یک روستا در لهستان است که در گمینا دولسک واقع شده‌است.